# Оверат
Оверат (њем. Overath) град је у њемачкој савезној држави Северна Рајна-Вестфалија. Једно је од 8 општинских средишта округа Рајниш-Бергиш. Према процјени из 2010. у граду је живјело 27.057 становника. Посједује регионалну шифру (AGS) 5378024.

## Географски и демографски подаци
Оверат се налази у савезној држави Северна Рајна-Вестфалија у округу Рајниш-Бергиш. Град се налази на надморској висини од 70–348 метара. Површина општине износи 68,8 km². У самом граду је, према процјени из 2010. године, живјело 27.057 становника. Просјечна густина становништва износи 393 становника/km².

## Међународна сарадња
| Мјесто    | Држава               | Врста сарадње | Од    |
| --------- | -------------------- | ------------- | ----- |
| Колн Вали | Уједињено Краљевство | партнерство   | 1973. |
|           | Француска            | партнерство   | 1973. |
| Извор     |                      |               |       |